# Svensk uppslagsbok

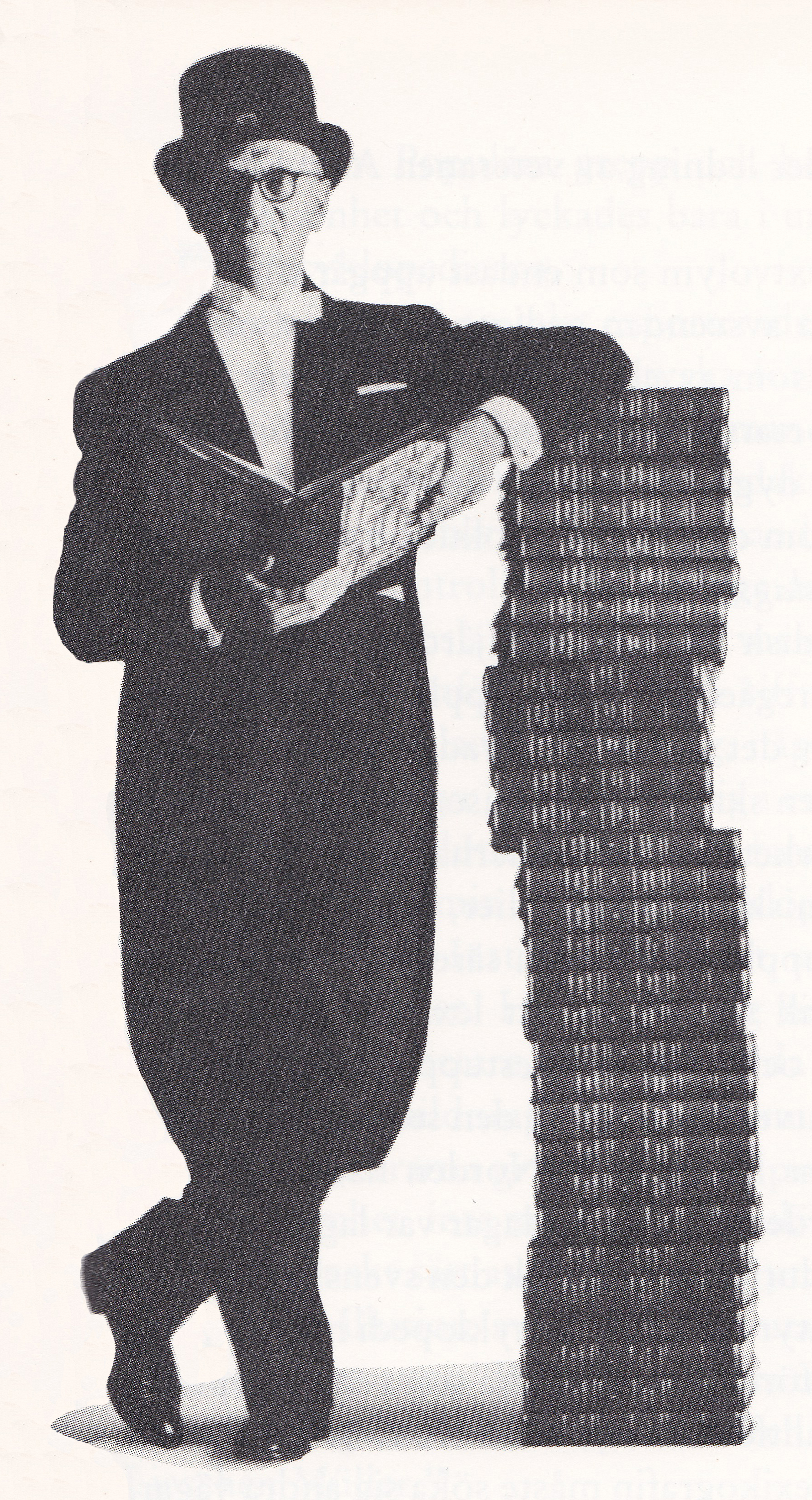
Reklama encyklopedii (1955)

Svensk uppslagsbok – szwedzka encyklopedia opublikowana dwa razy, w 1929 i 1955 roku. Prace nad pierwszym wydaniem rozpoczęło Baltiska förlaget AB w 1929, ale dokończyło Svensk uppslagsbok AB w 1931. Wydanie to składało się z 30 tomów, ostatni tom ukazał się w 1937. Artykuły były przygotowane przez ekspertów i były podpisane imieniem i nazwiskiem. Jej głównym konkurentem był Nordisk familjebok. Prace nad drugim wydaniem trwały w latach 1947–1955 i składało się z 32 tomów. Wydawca Svensk uppslagsbok AB  zmienił nazwę na Förlagshuset Norden AB w 1945. W latach pięćdziesiątych, sześćdziesiątych i wczesnych siemdziesiątych ukazały się tylko małe encyklopedie w Szwecji. Dopiero Bra böckers lexikon z lat 1973–1981 miało porównywalne rozmiary. Nationalencyklopedin z lat 1989–1996 była obszerniejsza.